# 王文彬 (1907年)
王文彬（1907年—2003年），陕西蒲城人。中华人民共和国政治人物、新闻家。

## 生平
1928年任共青团陕西省委委员。1929年春至1930年秋在上海民治新闻学院学习。1930年秋至1933年底，任华北日报编辑、华北日报晚报主编，南京中央日报、上海民国日报、汉口武汉日报驻北平记者，兼任民国大学新闻科教授。1934年春，曾任天津益世报国民新报、太原华闻晚报驻北平记者、北平每日评论编辑，京报代理主编。1934年冬，兼任天津大公报驻北平记者。1935年秋，专任大公报平津版编辑，兼外勤课主任。1936年春至1937年12月，参加大公报创刊工作。1938年上半年参加文汇报工作。1938年夏至10月，由上海到香港，参加香港大公报的创刊工作，后到广州，主持大公报驻粤办事处和广州分馆工作。1938年10月至12月底，专任香港大公报特派记者。1939年初至1941年春，在桂林大公报办事处任主任。1941年春至1944年秋在桂林大公报、大公晚报任发行人、副经理兼社评委员。1944年秋至1945年，在重庆大公报工作。1945年至1946年春，在南京大公报办事处任主任。1946年春至1949年9月在重庆大公报、大公晚报任发行人、经理兼社评委员。
中华人民共和国成立后，1949年9月至1952年8月，在北碚相辉学院任董事兼教授，重庆大公报经理、各界人民代表会议副秘书长。1952年8月至1955年初，任重庆日报经理。朝鲜战争期间，中国人民赴朝慰问总会组团赴朝慰问过程中，先后两次任西南分团团长。1955年至1958年，任重庆市司法局局长兼重庆政协政治学校副校长。1958年，任重庆市交通运输局局长。文革时期受到迫害。后被选为四川省人大常委会委员、重庆市人大常委会委员兼副秘书长。1982年2月至1988年5月，任重庆市第七、八届政协副主席。1983年，被选为六届全国人大代表。此外担任民建四川省委会副主委，民建第一、二、三、四届中央委员，民建第五届中央咨议委员会委员，民建重庆市委会主委，重庆市工商联副主委。后任中国民主建国会中央咨议委员会委员。1990年加入中国共产党。2003年因病去世。